# Episodi di Distretto di Polizia (decima stagione)
La decima stagione della serie televisiva Distretto di Polizia, formata da 26 episodi, viene stata trasmessa dal 5 settembre al 14 novembre 2010 in prima serata su Canale 5. 
| nº | Titolo                 | Prima TV Italia   |
| -- | ---------------------- | ----------------- |
| 1  | Passato, presente      | 5 settembre 2010  |
| 2  | Atto di accusa         | 5 settembre 2010  |
| 3  | Ricordi e bugie        | 6 settembre 2010  |
| 4  | Un futuro migliore     | 6 settembre 2010  |
| 5  | Maschere e volti       | 12 settembre 2010 |
| 6  | Era mia madre          | 12 settembre 2010 |
| 7  | Fantasmi               | 19 settembre 2010 |
| 8  | Prova d'amore          | 19 settembre 2010 |
| 9  | Tsunami                | 26 settembre 2010 |
| 10 | Cause e affetti        | 26 settembre 2010 |
| 11 | Lontano da qui         | 27 settembre 2010 |
| 12 | Sensi di colpa         | 27 settembre 2010 |
| 13 | Il terzo occhio        | 3 ottobre 2010    |
| 14 | Appesi a un filo       | 3 ottobre 2010    |
| 15 | All'ultimo secondo     | 10 ottobre 2010   |
| 16 | La tana del lupo       | 10 ottobre 2010   |
| 17 | Un sospetto pericoloso | 17 ottobre 2010   |
| 18 | Una triste risata      | 17 ottobre 2010   |
| 19 | Insoliti sospetti      | 24 ottobre 2010   |
| 20 | Morto che cammina      | 24 ottobre 2010   |
| 21 | La vita in gioco       | 31 ottobre 2010   |
| 22 | Un'altra opportunità   | 31 ottobre 2010   |
| 23 | Vite in segreto        | 7 novembre 2010   |
| 24 | Il sesso debole        | 7 novembre 2010   |
| 25 | Prima che accada       | 14 novembre 2010  |
| 26 | Giochi di bimba        | 14 novembre 2010  |

## Passato, presente
- Diretto da: Alberto Ferrari
- Scritto da: Debora Alessi

### Trama
Il X Tuscolano rischia la chiusura per mancanza di organico e i pochi rimasti sono sfiduciati. Luca è diventato vicequestore aggiunto e scopre che Anna, trasferitasi a Trieste, ha un ragazzo e aspetta un bambino. Durante le indagini riguardanti un attentato in un bar, Luca incontra un vecchio amico, Remo, e sua moglie, Viola. L'uomo è apparentemente una vittima casuale, ma ben presto si scopre essere il vero obiettivo della sparatoria. Luca scopre che l'uomo è diventato uno spacciatore. Intanto, il vicequestore Giulia Corsi decide di tornare a Roma per indagare su un gruppo di spacciatori collegati con la mafia che sta combattendo a Palermo, contro il volere dei suoi superiori. Al X Tuscolano vengono inviati tre nuovi elementi: due donne, Marta Balestra (agente scelto) e Barbara Rostagno (ispettore), e più avanti arriverà anche l'ispettore Pietro Esposito. Trovato il covo in cui il suo amico nasconde armi e droga, Luca gli tende una trappola con i suoi uomini, durante la quale si scatena un conflitto a fuoco con una conseguente esplosione in cui Remo rimane ucciso.
- Altri interpreti: Mario Cordova (Questore Fittante), Tullio Sorrentino (Oscar Romero), Francesca Giovannetti (dott.ssa Donati), Bruno Torrisi (Questore Licata), Pierluigi Misasi (Carmine Serao), Vincenzo Crea (Marco Damiani).
- Ascolti Italia: telespettatori 4 048 000 – share 18,67%[1]

## Atto di accusa
- Diretto da: Alberto Ferrari
- Scritto da: Andrea Leanza

### Trama
Il giornalista Cosimo Notari viene ucciso e bruciato. Unica traccia è un video dell'uomo stesso che accusa un noto costruttore, Lomartire. Si scopre che il delitto è stato commesso dall'avversario del costruttore, Domenico Favaro, e il video del giornalista è stato girato sotto minaccia. Durante le indagini, Barbara viene catturata dal sicario ingaggiato dal costruttore, ma viene salvata in tempo dai colleghi. Giulia in una clinica fa visita a Luisa Baccarini che cinque anni prima era stata arrestata per aver coperto il marito; scopre che il traffico di droga sul quale lei e Luca stanno indagando coinvolge in qualche modo la morte di Paolo. Intanto la moglie di Remo dice a Luca che è colpa sua se il marito è morto e qualcuno ordina che Luca venga ucciso. Il poliziotto scampa a un tentativo di investimento con la macchina, ma davanti al distretto viene colpito da più pallottole.
- Altri interpreti: Roberta Lena (moglie di Notari), Stefano Venturi (sicario), Susy Laude (Sara Rostagno), Francesca Giovannetti (dott.ssa Donati), Luisa Marzotto (Luisa Baccarini), Michela Andreozzi (Sofia Ingargiola), Massimo Palazzini (direttore clinica), Vincenzo Crea (Marco Damiani).
- Ascolti Italia: telespettatori 4 117 000 – share 23,51%[1]

## Ricordi e bugie
- Diretto da: Alberto Ferrari
- Scritto da: Andrea Nobile

### Trama
Luca è salvo grazie al giubbotto antiproiettile che portava. Giulia gli dice che l'indagine che stanno facendo porta anche al vero assassino di Paolo. Intanto si scopre che Remo è ancora vivo anche se la polizia lo crede morto. Il X Tuscolano non verrà più chiuso e intanto arriva il terzo nuovo, Pietro, che indaga con Gabriele e Marta sull'assassinio del proprietario di un autosalone.
- Guest star: Giorgio Pasotti (Paolo Libero).
- Altri interpreti: Luisa Marzotto (Luisa Baccarini), Ludovica Modugno (suocera di Remo Damiani), Francesca Giovannetti (dott.ssa Donati), Tullio Sorrentino (Oscar Romero), Maurilio Leto (Tiziano Bocci), Igor Mattei (Antonio De Angelis), Helmut Hagen (Reiner Schweinsteiger), Massimo Palazzini (direttore clinica), Alison Adam (moglie di Reiner), Simona Nasi (Simona Bocci).
- Ascolti Italia: telespettatori 4 722 000 – share 19,22%[2]

## Un futuro migliore
- Diretto da: Alberto Ferrari
- Scritto da: Federico Lunadei Maroder

### Trama
La banda di Remo organizza una trappola per la banda di spacciatori albanesi loro avversaria e mandano da loro la polizia. Luisa Baccarini, l'unica persona che poteva far risalire al misterioso avvocato, il vero mandante dell'omicidio di Paolo, viene uccisa con simulazione di suicidio. Marta, Pietro e Gabriele indagano sulla scomparsa di una bambina di tre anni, Michela Chiaretti, mentre Giulia riesce a farsi assegnare definitivamente al X Tuscolano. Remo torna dalla moglie per dirle che è vivo e lei non ne fa parola con Luca, che ha piena fiducia in lei.
- Altri interpreti: Alessandra Bellini (Patrizia Chiaretti, madre di Michela), Claudio Corinaldesi (Mauro Chiaretti, zio di Michela), Tullio Sorrentino (Oscar Romero), Bruno Torrisi (Questore Licata), Susy Laude (Sara Rostagno), Helmut Hagen (Reiner Schweinsteiger), Alison Adam (moglie di Reiner), Luisa Marzotto (Luisa Baccarini), Massimo Palazzini (direttore clinica), Claudio Spadaro (Bortoli), Vincenzo Crea (Marco Damiani).
- Ascolti Italia: telespettatori 4 151 000 – share 21,80%[2]

## Maschere e volti
- Diretto da: Alberto Ferrari
- Scritto da: Antonio Leonardi

### Trama
Una pensionata viene ritrovata morta in un campo di papaveri e tutti gli indiziati si scoprono innocenti. Intanto Giulia scopre il vero nome dell'amico di Remo: Oscar Romero e scopre che si è recato ad Amburgo per prendere un carico di droga.
- Altri interpreti: Francesca Giovannetti (dott.ssa Donati), Tullio Sorrentino (Oscar Romeo), Susy Laude (Sara Rostagno), Vincenzo Crea (Marco Damiani).
- Ascolti Italia: telespettatori 3 898 000 – share 16,70%[3]

## Era mia madre
- Diretto da: Alberto Ferrari
- Scritto da: Giancarlo Balmas

### Trama
Luca si reca a casa di Viola, che, senza volerlo, registra la telefonata in cui Luca dice di aver preparato una trappola per la banda di Remo. Così la donna avverte il marito che riesce a evitare la trappola e a salvare il carico di cocaina proveniente da Amburgo. Remo così chiede a Viola di avvicinarsi a Luca, in modo tale che riesca a dargli informazioni sui suoi movimenti. Intanto gli altri indagano sulla morte di una conduttrice televisiva, Alda Ridolfi, mentre Giulia trova sulla tomba di Paolo dei fiori freschi. Alla fine dell'episodio, Luca capisce che Remo è ancora vivo.
- Guest: Giorgio Pasotti (Paolo Libero), Paola Perego (Alda Ridolfi).
- Altri interpreti: Giorgia Trasselli (Maria Battisti), Luca Mannocci (Antonio Marcelli), Tullio Sorrentino (Oscar Romero), Pierluigi Misasi (Carmine Serao), Susy Laude (Sara Rostagno), Francesca Giovannetti (dott.ssa Donati).
- Ascolti Italia: telespettatori 3 997 000 – share 21,13%[3]

## Fantasmi
- Diretto da: Alberto Ferrari
- Scritto da: Andrea Leanza

### Trama
Giulia è intenzionata a scoprire chi ha messo il mazzo di fiori sulla tomba di Paolo Libero, mentre Luca suppone che Remo sia ancora vivo e lo vede davanti alla scuola del figlio. Barbara scopre che sua sorella è cocainomane e lavora nella discoteca che fa rifornimento di droga da Oscar Romero. Nel frattempo scompare un diciottenne, Adriano Accardi, in apparenza un bravo ragazzo, che si scopre essere uno spacciatore.
- Altri interpreti: Giorgio Cantarini (amico di Adriano Accardi), Tullio Sorrentino (Oscar Romero), Francesca Giovannetti (dott.ssa Donati), Susy Laude (Sara Rostagno), Helmut Hagen (Reiner Schweinsteiger), Alison Adam (moglie di Reiner), Vincenzo Crea (Marco Damiani).
- Ascolti Italia: telespettatori 3 972 000 – share 15,82%[4]

## Prova d'amore
- Diretto da: Alberto Ferrari
- Scritto da: Debora Alessi

### Trama
La sorella di Barbara piazza delle cimici nella discoteca per permettere di far arrestare Romero, ma, nel mezzo di un blitz rimane uccisa e Giulia viene rapita proprio da Romero. Intanto si indaga sulla morte del compagno di una gallerista, Daniela Veneziani.
- Altri interpreti: Susy Laude (Sara Rostagno), Orsetta De Rossi (Daniela Veneziani), Ludovica Modugno (Renata, suocera di Remo Damiani), Helmut Hagen (Reiner Schweinsteiger), Alison Adam (moglie di Reiner), Tullio Sorrentino (Oscar Romero), Francesca Giovannetti (dott.ssa Donati),  Vincenzo Crea (Marco Damiani).
- Ascolti Italia: telespettatori 3 888 000 – share 21,67%[4]

## Tsunami
- Diretto da: Alberto Ferrari
- Scritto da: Federico Lunadei Maroder

### Trama
Romero ha in ostaggio Giulia Corsi, mentre Barbara Rostagno vuole sapere notizie sull'uomo che ha ucciso sua sorella. Romero, ferito, viene arrestato in un casolare e così Giulia viene liberata. In narcotrafficante viene fatto evadere dall’ospedale per mano di un complice di Remo mentre è sotto i ferri. Intanto un signore di nome Filippo  Ricciardi denuncia la scomparsa di sua moglie e di sua figlia; dopo un po’ si intuisce che le due possano essere fuggite con l’ex compagno della donna, che si pensava fosse morto durante lo tsunami del 2004: prima di imbarcarsi per Sydney però decidono di ritornare a casa.
- Altri interpreti: Bruno Crucitti (Filippo Ricciardi), Ludovica Modugno (Renata), Tullio Sorrentino (Oscar Romero), Helmut Hagen (Reiner Schweinsteiger), Alison Adam (moglie di Reiner), Jerry Mastrodomenico (medico di Remo).
- Ascolti Italia: telespettatori 3 878 000 – share 16,81%[5]

## Cause e affetti
- Diretto da: Alberto Ferrari
- Scritto da: Andrea Nobile

### Trama
Chi ha ucciso Paolo Libero non ha ancora un'identità e Giulia scopre che a portare i fiori sulla sua tomba è una fiorista che era stata incaricata da Luisa Baccarini. La Corsi trova una foto della Baccarini con alcuni personaggi coinvolti nel caso dell'epoca e un personaggio misterioso legato a Remo. Luca Benvenuto sta per essere ucciso fuori da un negozio ma Viola si mette in mezzo venendo colpita davanti agli occhi di Remo; il poliziotto in riposta spara diversi colpi a Romero uccidendolo. Intanto il caso di una ricercatrice universitaria di nome Alessia che viene ritrovata morta rivela nuove truffe e scandali.
- Altri interpreti: Claudia Tuccelli (amica di Alessia), Tullio Sorrentino (Oscar Romero), Ludovica Modugno (Renata), Francesca Giovannetti (dott.ssa Donati), Cristiano Priori (amico di Alessia), Luis Molteni (assessore Gregori), Pierluigi Misasi (Carmine Serao), Helmut Hagen (Reiner Schweinsteiger), Alison Adam (moglie di Reiner).
- Ascolti Italia: telespettatori 3 867 000 – share 22,63%[5]

## Lontano da qui
- Diretto da: Alberto Ferrari
- Scritto da: Andrea Leanza

### Trama
Viola, dopo l'attentato destinato a Luca in cui viene ferita, sembra potercela fare e questa notizia tranquillizza Luca. Ma quando il commissario va a farle visita in ospedale, Viola gli confessa di aver fatto il doppio gioco con Remo. Giulia, invece, è sulle tracce di un avvocato che si pensa essere dietro a tutto quello che sta accadendo. Nel frattempo al distretto una donna di nome Carmen Mori si autoaccusa di aver investito un ragazzo uccidendolo ma Vittoria appura che si tratta di un caso vecchio un anno e che la donna ha già scontato la pena non riuscendo a darsi pace. Luca vuole chiedere a Viola di collaborare per incastrare il marito ma la Rostagno fa visita alla donna in ospedale anticipandolo.
- Altri interpreti: Antonio Monsellato (Attanasio), Caterina Silva (Lorena Pellegrini), Francesco De Rienzo (Rocco Malanga), Ludovica Modugno (Renata), Francesca Giovannetti (dott.ssa Donati), Alison Adam (moglie di Reiner), Helmut Hagen (Reiner Schweinsteiger), Raffaella D'Avella (Carmen Mori), Vincenzo Crea (Marco Damiani).
- Ascolti Italia: telespettatori 5 230 000 – share 18,25%[6]

## Sensi di colpa
- Diretto da: Alberto Ferrari
- Scritto da: Andrea Nobile

### Trama
L'ispettore Rostagno viene sospettata di aver tentato di uccidere Viola Damiani in ospedale con il mix di farmaci. La squadra intanto indaga sulla morte di un ragazzo di nome Marcello, ucciso con un silenziatore su un campo di calcetto.
Giulia vuole attirare Remo in una trappola facendo sapere che Viola è in condizioni gravi, ma Luca si oppone. Giulia decide di attuare il suo piano comunque, all'insaputa di Luca. Remo va in ospedale e incontra Luca, il quale gli rivela che era una trappola per attirarlo e così il malvivente riesce a scappare. Giulia ricorda che Luisa Baccarini le aveva detto che quando nella casa arrivava l'avvocato bisognava stare in silenzio. Giulia scopre l'identità dell'uomo e in quale studio lavora. 
- Altri interpreti: Daniele De Angelis (Ivan Abate), Giorgio Ginex (dottor Abate), Pierluigi Misasi (Carmine Serao), Ludovica Modugno (Renata), Francesca Giovannetti (dott.ssa Donati), Vincenzo Crea (Marco Damiani).
- Ascolti Italia: telespettatori 4 814 000 – share 20,41%[6]

## Il terzo occhio
- Diretto da: Alberto Ferrari
- Scritto da: Federico Lunadei Maroder

### Trama
Con l'aiuto di Luca, Viola ottiene gli arresti domiciliari, ma continua ad essere combattuta tra l'amicizia con Luca e la lealtà nei confronti del marito. L’avvocato Luigi Balsamo capisce di essere pedinato e scopre anche una cimice nel proprio ufficio; si presenta così al X Tuscolano insieme al suo avvocato per protestare. Nel frattempo la squadra indaga sulla morte di Luigi Romagnoli, un tizio che ha una lunga lista di precedenti, e si sospetta del suo amico Stefano Petrucci, famoso nuotatore. Giulia, intanto, vuole continuare ad indagare sull'avvocato Balsamo, anche se ha contro tutti.
- Guest: Giorgio Pasotti (Paolo Libero).
- Altri interpreti: Roberto Salvi (Stefano Petrucci), Giglia Marra (Roberta Petrucci), Pierluigi Misasi (Carmine Serao), Roberto Salemi (Ettore Micini), Ludovica Modugno (Renata), Francesca Giovannetti (dott.ssa Donati).
- Ascolti Italia: telespettatori 3 716 000 – share 13,48%[7]

## Appesi a un filo
- Diretto da: Alberto Ferrari
- Scritto da: Debora Alessi

### Trama
Giulia deve partire per Palermo perché hanno sparato a un suo collega. Le indagini proseguono, infatti Giulia indaga anche sul capoluogo siciliano. A Roma un assessore incorruttibile riceve gravi minacce. Il X Tuscolano prepara una scorta per l'assessore: ad un convegno al quale partecipa il politico, Luca scopre un ordigno disinnescato sotto una vettura rubata. Successivamente viene inviato un messaggio minatorio alla figlia dell'assessore, che pertanto decide di dimettersi dall'incarico per non far correre rischi alla propria famiglia. Intanto la Rostagno e la Balestra si occupano della morte di una giovane ballerina di una prestigiosa scuola di danza.
- Altri interpreti: Liliana Eritrei (moglie assessore), Katia Beni (direttrice Piccoli), Tatiana Luter (allieva), Giulia Innocenti (insegnante di danza), Luis Molteni (assessore Gregori), Fabio Bonini (assessore), Roberto Salemi (Ettore Micini).
- Ascolti Italia: telespettatori 3 835 000 – share 18,40%[7]

## All'ultimo secondo
- Diretto da: Alberto Ferrari
- Scritto da: Dante Palladino

### Trama
Remo e l'amico Diego preparano un piano per liberarsi di Giulia (con l'avvocato Balsamo come mandante), mettendo una bomba sotto una macchina per farla poi esplodere vicino alla sua casa al momento del suo ritorno da Palermo. Una volta attivato il timer che farà esplodere la bomba, dei bambini che giocavano a calcio nei pressi dell'abitazione si avvicinano a Remo per fargli presente che il loro pallone è finito sotto la macchina e il piano va quindi in fumo: Remo, non volendo mettere a rischio la vita dei bambini, intima loro di allontanarsi. Ma soprattutto capisce che la bomba innescata era per lui e che Diego lo ha tradito (probabilmente con dietro lo zampino di Balsamo). Nel frattempo Giulia capisce il pericolo e vedendo arrivare Luca in suo aiuto prende la pistola e lo raggiunge sul posto. Remo rivela a Luca che sotto la macchina c'è la bomba e gli dice di allontanarsi. Luca in un primo momento non ci crede, ma decide di controllare mettendo sotto tiro Remo con l'aiuto di Giulia. Assicuratosi della presenza della bomba, fa allontanare i bambini, prima di allontanarsi lui stesso con Giulia. Pochi secondi dopo la bomba esplode. Nessuno si è ferito gravemente. Remo, sfruttando lo scompiglio causato dall'esplosione della bomba, riesce a fuggire e a far perdere le sue tracce, rimanendo però leggermente ferito. Riesce a raggiungere il suo medico di fiducia, che però comunica a Diego che Remo è lì. Diego, d'accordo con Balsamo, gli risponde di trattenerlo nello studio, ma Remo capisce il trucco avendo sottratto il cellulare al medico, e lo uccide. Poco dopo arriva Diego ma Remo conoscendo già il suo piano anticipa le sue mosse e quando sta per eliminarlo, Diego riesce a salvarsi fuggendo dalla finestra dello studio medico, per via di un'infermiera che stava per entrare nello studio. Intanto Gabriele si è innamorato di Barbara e Marta capisce di non avere molti argomenti di conversazione con Brenta. Con grande disappunto di Giulia, viene deciso di sospendere le indagini sull'avvocato Balsamo, in seguito al fallimento delle ricerche su un presunto carico di cocaina che sarebbe dovuto giungere a Roma dalla Sicilia nascosto in una partita di arance, sulla base di una soffiata ricevuta da Giulia. 
- Altri interpreti: Ludovica Modugno (Renata), Jerry Mastrodomenico (medico di Remo), Francesca Giovannetti (dott.ssa Donati), Roberto Salemi (Ettore Micini), Vincenzo Crea (Marco Damiani).
- Ascolti Italia: telespettatori 4 113 000 – share 14,88%[8]

## La tana del lupo
- Diretto da: Alberto Ferrari
- Scritto da: Dante Palladino

### Trama
Viene ricevuto l'ordine da parte di Luca e di Sinatra di annullare le indagini sull'avvocato Balsamo, ma Giulia, per conto suo, decide di continuare ad indagare. Arriva a sorvegliare di nascosto la villa dell'avvocato, ma questi già sta preparando una contromossa. Intanto Barbara, Pietro e Gabriele indagano sulla morte di una ragazza per cui autoaccusa la sua fiamma di nome Giulio. Barbara rinviene delle monete vicino al corpo. Giulia si trova nei guai, prende la pistola e va dall'avvocato. Luca intanto ha capito che Giulia è vicino alla casa di Balsamo, avendo questi chiamato la polizia con una richiesta di aiuto. Giulia arriva a casa dell'avvocato, lui stesso la sorprende e le fa cadere la pistola e le dice che raggiungerà presto il suo Paolo. Luca è entrato e vede Giulia. Trovano un cadavere di una persona e spunta l'avvocato che si era nascosto e che dice a Luca: "Aiuto, commissario, questa è pazza ha ucciso un mio amico", ma Giulia si difende negando la sua colpevolezza. Remo è nell'appartamento di Giulia, ormai vuoto, mentre scatta foto per ricattare l'avvocato.
- Altri interpreti: Luis Molteni (assessore Gregori), Piero Cardano (Giulio), Ludovica Modugno (Renata), Francesca Giovannetti (dott.ssa Donati), Roberto Salemi (Ettore Micini).
- Ascolti Italia: telespettatori 3 911 000 – share 18,14%[8]

## Un sospetto pericoloso
- Diretto da: Alberto Ferrari
- Scritto da: Simone Riccardini

### Trama
L'ispettore Barbara Rostagno cerca di individuare il serial killer in un uomo, da poco uscito di prigione, con il quale finge di voler avere una relazione. Ad aiutare il X Tuscolano arriva il vicequestore aggiunto Roberto Magni, ex marito della Rostagno. Le indagini su Balsamo continuano. Luca scopre un tappo di macchina fotografica nell'appartamento usato da Giulia per spiare Balsamo.
- Altri interpreti: Alessio Di Clemente (Roberto Magni), Vanessa Daniela Villafane (Valeria Corelli), Fabrizio Nevola (Andrea Greco).
- Ascolti Italia: telespettatori 4 271 000 – share 14,98%[9]

## Una triste risata
- Diretto da: Alberto Ferrari
- Scritto da: Antonio Lauro

### Trama
Barbara viene colpita alle spalle e rapita presumibilmente da Andrea Greco, e viene poi salvata giusto in tempo grazie a Pietro e Gabriele. Un colpo di scena sconvolge le indagini sul serial killer: Andrea Greco viene trovato morto in un corso d'acqua. Luca continua ad indagare sull'avvocato Balsamo e sui proiettili rinvenuti a casa sua. Giulia identifica tra le foto di alcuni sospetti referenti politici di Balsamo un assessore, di nome Gregori, che ricorda di aver visto far visita all'avvocato nei giorni in cui lo stava sorvegliando.
- Altri interpreti: Fortunato Cerlino (Luigi Palmieri), Viola Graziosi (vicina di Palmieri), Sandro Stefanini, Alessio Di Clemente (Roberto Magni), Vanessa Daniela Villafane (Valeria Corelli), Fabrizio Nevola (Andrea Greco).
- Ascolti Italia: telespettatori 4 111 000 – share 18,61%[9]

## Insoliti sospetti
- Diretto da: Alberto Ferrari
- Scritto da: Giancarlo Balmas, Federico Lunadei Maroder

### Trama
Dopo essere stato ritrovato il cadavere di Andrea Greco, i sospetti sul serial killer ricadono in Roberto, ex marito di Barbara. Quest'ultima si rende conto del fatto che la tesi secondo la quale il killer possa essere il suo ex è fondata. Ben presto tutti si renderanno conto che Roberto è solo una vittima e che il vero colpevole è a stretto contatto con Barbara: si tratta di Valeria Corelli, una delle presunte vittime di Greco, che dopo aver accoltellato Magni e aver legato la Rostagno viene uccisa appena in tempo da Mancini. L'assessore Gregori, sospettato di frequentare dei giovani ragazzini, si toglie la vita. Remo si introduce in casa di Luca, a cui chiede aiuto per liberare Viola.
- Altri interpreti: Luis Molteni (assessore Gregori), Mauro Pirovano (Duccio), Roberto Salemi (Ettore Micini), Ludovica Modugno (Renata), Alessio Di Clemente (Roberto Magni), Vanessa Daniela Villafane (Valeria Corelli).
- Ascolti Italia: telespettatori 3 818 000 – share 13,35%[10]

## Morto che cammina
- Diretto da: Alberto Ferrari
- Scritto da: Andrea Leanza

### Trama
Pietro e Gabriele indagano sulla morte di un uomo, Silvano Terenzi, che gestiva insieme alla moglie un'associazione filantropica, il cui corpo viene ripescato nel Tevere. Dall'autopsia emerge che l'uomo non è morto annegato, ma era stato colpito a morte da un oggetto contundente prima di essere gettato nel fiume. Le indagini metteranno in luce il coinvolgimento della segretaria dell'associazione, Alessia Delnevo, in un complotto per inscenare il finto omicidio dell'uomo con la complicità della moglie, innamorata della segretaria stessa, e la vera detentrice del patrimonio che finanziava l'associazione. Nel frattempo Remo e Luca si accordano per liberare Viola dalle mani di Balsamo.
- Altri interpreti: Camilla Ferranti (Alessia Delnevo), Ines Nobili (signora Terenzi), Roberto Salemi (Ettore Vicini), Francesca Giovannetti (dott.ssa Donati), Alessio Di Clemente (Roberto Magni), Mauro Pirovano (Duccio).
- Ascolti Italia: telespettatori 3 703 000 – share 16,59%[10]

## La vita in gioco
- Diretto da: Alberto Ferrari
- Scritto da: Valentina Pascarelli, Marco Tiberi

### Trama
Ormai lo scontro tra Remo, Luca, Diego ed Ettore è inevitabile e ad avere la peggio sono i due uomini di Balsamo. In ballo c'è da un lato la vita di Viola; dall'altro canto, che Giulia Corsi sia scagionata e torni in libertà. Il X Tuscolano, intanto, deve risolvere il caso di una madre uccisa barbaramente.
- Altri interpreti: Riccardo Angelini (titolare sala giochi), Alessia Fabiani (amica di Simonetta), Mauro Pirovano (Duccio), Roberto Salemi (Ettore Micini), Michela Andreozzi (Sofia Ingargiola).
- Ascolti Italia: telespettatori 3 878 000 – share 15,08%[11]

## Un'altra opportunità
- Diretto da: Alberto Grossi
- Scritto da: Giorgio Grossi

### Trama
Il caro amico di pugilato di Luca, Enzo Tiberi, viene accoltellato. Intenzionato a scoprire chi è stato l'assassino, il vice questore ce la mette tutta per risolvere il caso. Nel frattempo Luca riesce a far scarcerare Giulia. Deve anche occuparsi della testimonianza di Ettore Micini, autista e braccio destro di Balsamo, e di Remo, che uscito dall'ospedale dopo l'arresto viene portato in carcere. La scientifica scopre una traccia biologica che inchioda l'avvocato Balsamo. 
- Altri interpreti: Renzo Stacchi (Enzo Tiberi), Tommaso Arnaldi (Dario), Gabriele Mira Rossi (pugile), Ludovica Modugno (Renata), Michela Andreozzi (Sofia Ingargiola), Roberto Salemi (Ettore Micini), Francesca Giovannetti (dott.ssa Donati), Corrado Solari (Alvaro).
- Ascolti Italia: telespettatori 3 723 000 – share 16,20%[12]

## Vite in segreto
- Diretto da: Alberto Ferrari
- Scritto da: Debora Alessi

### Trama
Balsamo è fuggito via, depistando le forze dell'ordine che lo stavano accerchiando, travestendosi da portapizze; vuole far credere di essere fuggito in Tunisia e viene fermato un ragazzo che lavora sotto il suo studio, tale Mario Rossi. In realtà Balsamo è tornato a casa sua nascondendosi in un bunker sotterraneo e riesce a fuggire poco prima che Benvenuto e i suoi riescano a trovare il nascondiglio. Intanto bisogna risolvere un caso di un doppio omicidio per avvelenamento, quello del signor Roversi e della sua amante: da subito viene sospettata la moglie dell’uomo.
- Altri interpreti: Valentina Gaia (signora Roversi), Mauro Pirovano (Duccio), Francesca Giovannetti (dott.ssa Donati), Michela Andreozzi (Sofia Ingargiola), Fabrizio Romano (Mario Rossi).
- Ascolti Italia: telespettatori 4 006 000 – share 13,94%[13]

## Il sesso debole
- Diretto da: Alberto Ferrari
- Scritto da: Andrea Nobile

### Trama
Denise Rossini è una ragazza desiderata da tutti gli uomini che le stanno intorno. Qualcuno di loro, per gelosia, potrebbe essere stato il suo assassino nella palestra che frequentava. Mancini ed Esposito scoprono che la ragazza veniva mantenuta da un uomo sposato, Marco Gastaldi. Una prostituta racconta ai poliziotti di aver visto Balsamo salire su un taxi vicino alla sua villa e così i poliziotti rintracciano il tassista che racconta loro di aver lasciato l’avvocato al porto di Fiumicino. Balsamo viene quindi fermato sulla sua barca e interrogato al distretto, ma continua a proclamarsi innocente. Con l'entrata in gioco del boss Carmine Serao, presente a Roma, Remo deve essere trasportato per testimoniare contro Balsamo. Durante il trasporto uomini affiliati al clan Serao attaccano il convoglio e tutti gli agenti di scorta, compresi quelli del X, vengono feriti. Durante la sparatoria un attentatore prova a uccidere Luca, ma viene colpito da Remo, che però si distrae permettendogli di colpirlo con una pistola tenuta nascosta. Remo Damiani morirà da eroe tra le braccia del suo amico d'infanzia Luca.
- Altri interpreti: Daniela Scarlatti (moglie di Gastaldi), Marco Minetti (Carlo Gastaldi), Michela Andreozzi (Sofia Andreozzi), Francesca Giovannetti (dott.ssa Donati), Sara Tommasi (prostituta), Vincenzo Crea (Marco Damiani).
- Ascolti Italia: telespettatori 3 761 000 – share 17,19%[13]

## Prima che accada
- Diretto da: Alberto Ferrari
- Scritto da: Dante Palladino

### Trama
Dopo che Serao fa assassinare Remo, Luca promette di vendicare la morte del padre al piccolo Marco. Ma per fare ciò deve avere il sostegno dell'avvocato Balsamo il quale, finito in ospedale per un problema di cuore, propone un patto alla polizia difficile da accettare in particolar modo per Giulia. Intanto, le indagini secondarie si concentrano sulla scomparsa di uno sceneggiatore.
- Altri interpreti: Ludovica Modugno (Renata), Pierluigi Misasi (Carmine Serao), Michela Andreozzi (Sofia Ingargiola), Francesca Giovannetti (dott.ssa Donati), Alessandro Cremona (presunto rapitore de sceneggiatore), Vincenzo Crea (Marco Damiani).
- Ascolti Italia: telespettatori 3 966 000 – share 13,35%[14]

## Giochi di bimba
- Diretto da: Alberto Ferrari
- Scritto da: Dante Palladino

### Trama
L’ospedale deve essere evacuato perché un paziente ferito appena arrivato ha attaccato addosso un ordigno. Fuori dalla struttura i poliziotti vengono attaccati da due killer in moto che però vengono uccisi e così Balsamo viene portato via sano e salvo; nello scontro però un artificiere perde la vita. Luca e Giulia riescono a disinnescare, grazie all'aiuto a distanza di un altro artificiere rimasto ferito, la bomba fatta piazzare da Serao in ospedale per uccidere Balsamo. L'avvocato al distretto comincia le sue rivelazioni che incrimineranno Serao e lo faranno arrestare. In cambio Balsamo chiede e ottiene (con grande disappunto di Giulia) le protezioni previste dalla legge per i collaboratori di giustizia, compresa una nuova identità. Tuttavia l'avvocato deve ancora rispondere di altri capi d'imputazione, relativi all'archivio segreto di personaggi pubblici insospettabili macchiatisi di reati come la pedofilia e con il quale Balsamo li ha continuati a ricattare, archivio che è ancora saldamente in suo possesso, anche grazie a un complice. Appena data la nuova identità all'avvocato, egli con una scusa ritorna all'interno della sua abitazione sfilandosi dai poliziotti che devono trasferirlo e riuscendo a scappare passando per l'uscita sul retro e fuggendo con il complice, Mario Rossi. Per ricattare la polizia, Balsamo fa rapire Nina, la figlia di Vittoria e Giuseppe: la Guerra dovrà recuperare dal distretto l'hard disk con l'archivio segreto (ancora da decriptare) e riportarlo all'avvocato in cambio della figlia. Vittoria è sconvolta ma resta ancora abbastanza lucida da lasciare un indizio ai suoi colleghi che rivela il luogo dello scambio. Mentre Vittoria sta per essere uccisa da Mario Rossi, intervengono Luca e i suoi. Tutti partono all'inseguimento dell'avvocato Balsamo, che ha già recuperato l'hard disk. Giulia arriva prima degli altri, insegue e disarma Balsamo sul tetto di un edificio, quest'ultimo ingaggia con lei una lotta e Giulia rimane appesa a un cornicione. Balsamo cerca di farla cadere, ma mentre si regge con una sola mano, Giulia riesce a sfilare con l'altra la propria pistola e spara a Balsamo in pieno petto. L’avvocato muore precipitando dal palazzo. Giulia Corsi ha così fatto giustizia per il suo grande amore Paolo e Luca ha fatto giustizia per Remo. Giulia torna in Sicilia mentre Luca mantiene la promessa fatta a Remo di stare vicino al figlio Marco. Gabriele invece ottiene una promozione e il trasferimento a Firenze. 
- Guest: Giorgio Pasotti (Paolo Libero).
- Altri interpreti: Fabrizio Romano (Mario Rossi), Pierluigi Misasi (Carmine Serao), Michela Andreozzi (Sofia Ingargiola), Francesca Giovannetti (dott.ssa Donati), Vincenzo Crea (Marco Damiani).
- Ascolti Italia: telespettatori 3 862 000 – share 17,02%[14]